# Sandra Barral
Sandra María Barral Rodríguez (La Coruña, España, 1973) es una científica especialista en genética y enfermedad de Alzheimer.

## Biografía

### Formación
Se licenció en medicina en la Universidad de Santiago de Compostela, e hizo su tesis doctoral en Medicina  forense bajo la dirección de la doctora  María Victoria Lareu , tesis leída en el año 2000.

### Labor profesional
Después de trabajar un tiempo en un grupo coruñés, ante da falta de expectativas, que hicieron que llegara a pensar en abandonar la ciencia, decidió emigrar a otro país donde poder dedicarse a ella, y así llegó a Nueva York, buscando «los mejores laboratorios del mundo».
Barral se considera a sí misma como una "veterana" entre los cerebros gallegos en el extranjero —la Fundación Barrié de la Maza la premió recientemente por su trayectoria— y contempla con pesimismo la situación del I+D en España. «Desafortunadamente, empeora a pasos agigantados, es desolador y, además, hay poco respeto por la profesión de científico».
La científica coruñesa apostó hace 15 años por especializarse en las bases genéticas de la enfermedad de Alzheimer dedicándose a descifrar los enigmas de esta dolencia en uno de los laboratorios de referencia sobre la materia.

### Sus investigaciones
Las investigaciones de Barral se centran principalmente en el mapeo de los genes que contribuyen a la susceptibilidad a la enfermedad de Alzheimer y a otros trastornos neurodegenerativos humanos. Según Barral, «aunque la etiología de esta enfermedad no se conoce por completo, existe una evidencia convincente de que los factores de riesgo genéticos desempeñan un papel importante en el desarrollo de la enfermedad. Está aceptado que, junto con la edad, los antecedentes familiares son el factor de riesgco más importante para su desarrollo. La herencia del alelo apolipoproteína ε-4 es un factor de riesgo, que incluye tanto formas familiares esporádicas como de inicio tardío de la enfermedad. Ya se demostró que la variación en cuatro genes causa formas raras de aparición temprana del AD (el gen precursor de proteína amiloide, presenilina 1 y presenilina 2). Sin embargo, los estudios epidemiológicos sugieren que factores genéticos o ambientales adicionales podrían desempeñar papeles esenciales en la enfermedad. La identificación de factores de riesgo genéticos adicionales que contribuyan a aumentar el riesgo de desarrollar alzhéimer conducirá a una mejor medicina genética, de modo que con el tiempo se pueda desarrollar la detección y el diagnóstico de la enfermedad de Alzheimer, así como disponer de mejores herramientas terapéuticas y preventivas. Mediante la aplicación de diferentes métodos estadísticos de mapeo de genes, estrategias de vinculación y asociación en genomas de todo el gen y en los enfoques de genes candidatos, seremos capaces de identificar los factores de riesgo genéticos que influyen en la enfermdad de Alzheimer».
En la actualidad la doctora Barral es profesora ayudante de neurogenética en el Departamento de Neurología de la Universidad de Columbia, y trabaja en el Gertrude H. Sergievsky Center y en el Taub Institute for Research on Alzheimer's Disease and the Aging Brain, centros adscritos al Columbia University Medical Center (CUMC).

### Otros artículos
- Enfermedad de Alzheimer